# Peginterferon alfa-2a
Pegylated interferon alfa-2a, được bán dưới tên thương hiệu Pegasys trong số những loại khác, là thuốc dùng để điều trị viêm gan C và viêm gan B.  Đối với viêm gan C, nó thường được sử dụng cùng với ribavirin và tỷ lệ chữa khỏi là từ 24 đến 92%. Đối với viêm gan B nó có thể được sử dụng một mình. Nó được tiêm bằng cách tiêm dưới da.
Tác dụng phụ là phổ biến. Chúng có thể bao gồm đau đầu, cảm thấy mệt mỏi, trầm cảm, khó ngủ, rụng tóc, buồn nôn, đau tại chỗ tiêm và sốt. Tác dụng phụ nghiêm trọng có thể bao gồm rối loạn tâm thần, rối loạn tự miễn dịch, cục máu đông hoặc nhiễm trùng. Sử dụng với ribavirin không được khuyến cáo trong thai kỳ. Pegylated interferon alfa-2a thuộc họ thuốc interferon alpha. Nó được pegylated để bảo vệ các phân tử khỏi sự cố.
Pegylated interferon alfa-2a đã được chấp thuận cho sử dụng y tế tại Hoa Kỳ vào năm 2002. Nó nằm trong Danh sách các loại thuốc thiết yếu của Tổ chức Y tế Thế giới, loại thuốc hiệu quả và an toàn nhất cần có trong hệ thống y tế. Chi phí bán buôn ở các nước đang phát triển là từ 500,00 đến 4,800,00 USD trong 12 tuần. Ở Hoa Kỳ, chi phí khoảng 9.250,00 USD, trong khi ở Vương quốc Anh 12 tuần, NHS tốn khoảng 1492,80 bảng.

## Sử dụng trong y tế
Thuốc này được chấp nhận trên toàn thế giới để điều trị mãn tính viêm gan C (bao gồm cả những người có HIV đồng nhiễm, xơ gan, 'bình thường' mức ALT) và gần đây đã được phê duyệt (trong EU, Mỹ, Trung Quốc và nhiều nước khác) để điều trị viêm gan B mãn tính. Nó cũng được sử dụng trong điều trị một số u lympho tế bào T, đặc biệt là nấm mycosis.
Peginterferon alfa-2a là một interferon tác dụng dài. Interferon là các protein được giải phóng trong cơ thể để đáp ứng với nhiễm virus. Interferon rất quan trọng để chống lại virus trong cơ thể, để điều chỉnh sự sinh sản của các tế bào và điều chỉnh hệ thống miễn dịch.     

### Yếu tố di truyền
Đối với viêm gan C loại 1 được điều trị bằng pegylated interferon alfa-2a hoặc pegylated interferon alfa-2b kết hợp với ribavirin, người ta đã chứng minh rằng đa hình di truyền gần gen IL28B của người, mã hóa interferon lambda 3, có liên quan đến sự khác biệt đáng kể trong đáp ứng với điều trị. Phát hiện này, ban đầu được báo cáo trong Tự nhiên, cho thấy bệnh nhân viêm gan C kiểu gen 1 mang một số alen biến thể di truyền gần gen IL28B có nhiều khả năng đạt được đáp ứng virus kéo dài sau khi điều trị hơn những người khác. Một báo cáo khác trong Tự nhiên  đã chứng minh các biến thể di truyền tương tự cũng có liên quan đến sự thanh thải tự nhiên của virus viêm gan C genotype 1.

### Nhiễm trùng khác
Cũng đã được sử dụng cho hội chứng hô hấp Trung Đông và viêm gan E.

## Sản xuất
Nó được pegylated với 40 phân nhánh   chuỗi PEG kg/mol. Thuốc được sản xuất dưới tên thương hiệu Pegasys bởi Roche Enterprises.

## Nghiên cứu
Một tổng quan Cochrane đã tìm cách xác định liệu interferon alfa-2a có thể được sử dụng như một phương pháp điều trị cho những người bị thoái hóa điểm vàng liên quan đến tuổi tân mạch. Họ không tìm thấy bằng chứng về khả năng thị giác được cải thiện với tác hại tiềm tàng.